# Interrupciones eléctricas causadas por ardillas

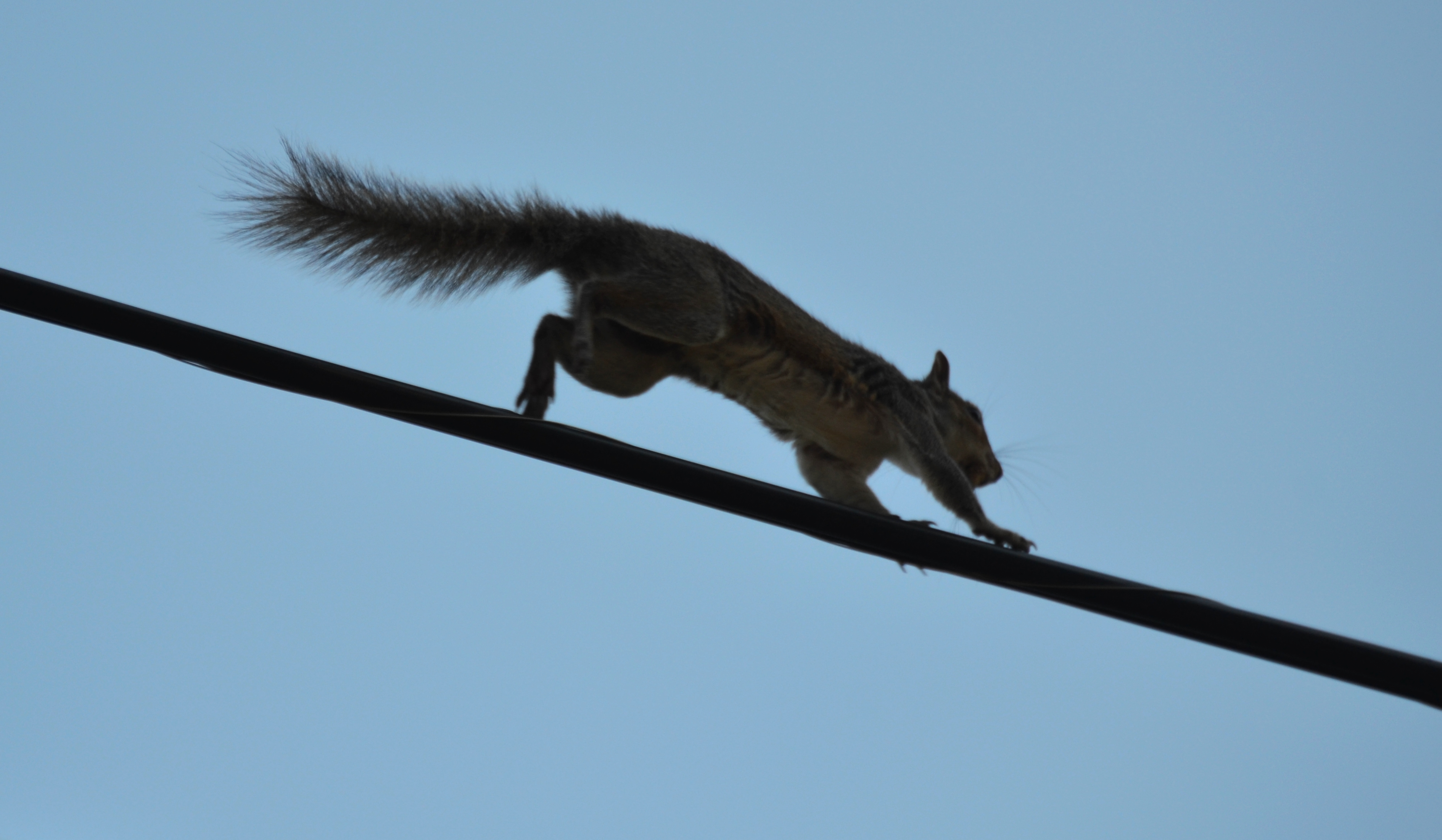
Ardilla corriendo a lo largo de cableado de servicios públicos.

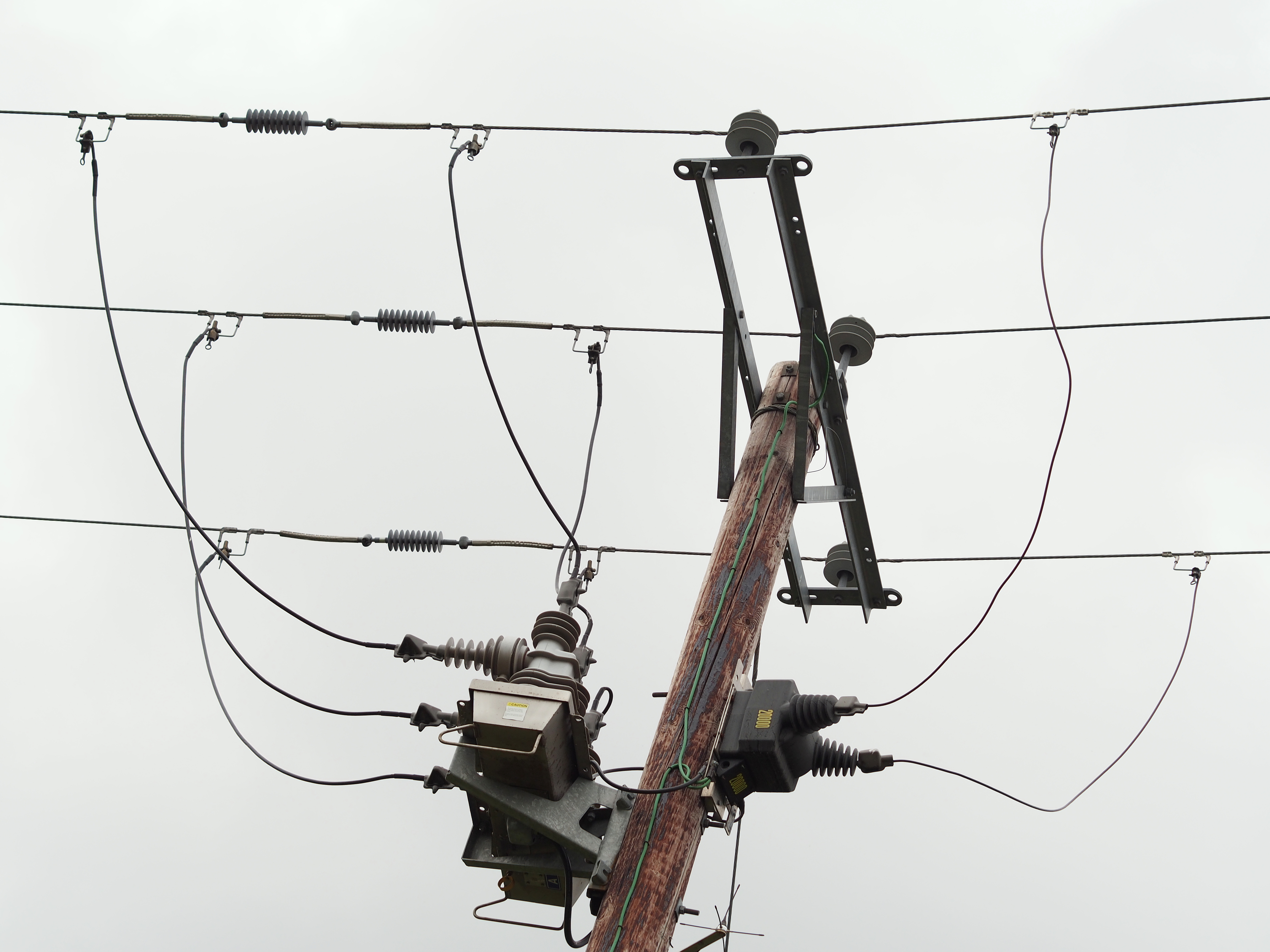
Una ardilla puede interrumpir un sistema eléctrico si su cuerpo se convierte en un camino de corriente entre líneas eléctricas como las que se ven aquí.

Las interrupciones eléctricas causadas por ardillas (o «terrorismo patrocinado por las ardillas» según la cultura popular), son comunes y generalizadas, y pueden implicar la interrupción de las redes eléctricas. Se ha planteado la hipótesis de que la amenaza a Internet, la infraestructura y los servicios que representan las ardillas puede exceder la que representan los terroristas. Aunque muchos comentaristas han resaltado aspectos humorísticos de la preocupación, las ardillas han demostrado ser consistentemente capaces de paralizar las redes eléctricas en los EE. UU. y otros países, y el peligro que representan las ardillas para la red eléctrica y telecomunicaciones es continuo y preocupante. Varias de esas interrupciones de servicios han sido registradas.

## Alcance
Entre el Día de los Caídos y el 31 de agosto de 2013, se registraron 50 cortes de energía causados por ardillas (POCBS) en 24 estados de EE. UU. Las ciudades afectadas por POCBS incluyen Mason City, Iowa y Portland. La mayor parte de la cobertura mediática de tales eventos ha comparado el número de interrupciones del suministro eléctrico debido a ardillas, consideradas como «terroristas». Los comentaristas a menudo embellecen y parodian las descripciones de las ardillas responsables de interrumpir el servicio eléctrico con alusiones a acciones o preocupaciones militares, por ejemplo: «Las ardillas se movilizan, traman actos de terrorismo cibernético contra la humanidad, y no están actuando solos». o "Interrupciones causadas por ardillas: 5 cosas apagadas por las ardillas; ¿cómo puede una ardilla poner de rodillas un sitio de armas nucleares?". Las redes eléctricas no son los únicos tipos de infraestructura en riesgo por los «ataques» por parte de ardillas, pero los sitios de armas nucleares también se han descrito como «objetivos de atención» de estas. Las ardillas terrestres han interferido con los sitios subterráneos de misiles nucleares en la Base de la Fuerza Aérea Malmstrom en Montana. Estas pueden hacer túneles debajo de las cercas, evitando los detectores de movimiento. Al igual que sus parientes arbóreos, pueden dañar los cables eléctricos mordiéndolos. Además, aquellos que toman rutas sobre la tierra hacia la base activan miles de falsas alarmas cada año.

## Prevención
Las ardillas dañan las instalaciones de distribución eléctrica al hacer túneles, al masticar el aislamiento eléctrico o al entrar simultáneamente en contacto con dos conductores con diferentes potenciales eléctricos. Típicamente el animal muere producto del paso de corriente a través de su cuerpo. La prevención se complica por la capacidad de las ardillas para evitar los protectores de plástico contra animales, roer el aislamiento y exprimir pequeñas aberturas hacia las subestaciones. Algunas empresas de servicios públicos están comenzando a evitar que los animales comprometan el suministro de energía mediante el desarrollo de capacidades de conmutación automatizadas y otras características diseñadas para prevenir interrupciones del servicio causadas por daños por ardillas.

## Métrica
La interrupción de la red causada por las ardillas en los EE. UU. Es monitoreada por la <i>American Public Power Association</i> (APPA). La APPA ha desarrollado un rastreador de datos llamado «El índice de ardilla» (TSqI) para analizar el patrón y el momento de los «ataques de ardillas» en los sistemas de energía eléctrica. El TSqI es una métrica que cuantifica la tasa por cada 1,000 clientes durante un período de tiempo, e indica dos períodos pico de mayor «actividad de ardillas» o «meses de pico de ardillas» (SqPMS) en el año, en mayo-junio y octubre-noviembre, cuando la interrupción es mayor.

## Analítica
El daño intencional de los terroristas humanos es a menudo la primera preocupación al evaluar las amenazas al suministro de energía de los Estados Unidos; algunos expertos en ciberseguridad creen que la infraestructura de un país, como su red eléctrica, es un posible objetivo terrorista. Pero según el investigador de seguridad Cris Thomas, también conocido por el seudónimo SpaceRogue, «hemos tenido cortes de energía causados por ardillas en los 50 estados (incluyendo Hawai), donde ni siquiera tienen ardillas, pero tienen gallinas».

## Casos específicos
En 1987, una pérdida de energía de 90 minutos en la computadora de comercio automatizada de Nasdaq, causada por una ardilla, afectó a veinte millones de operaciones. Nasdaq se cerró durante unos 30 minutos nuevamente en 2014 por un apagón inducido por una ardilla. Otros comentaristas han señalado que los ciberataques reales de terroristas humanos son mucho más raros que las interrupciones causadas por las ardillas.
John C. Inglis, ex subdirector de la Agencia de Seguridad Nacional de los EE. UU., dijo en 2015 que juzgaba que la red eléctrica estaba tan probablemente paralizada por un desastre natural como por un ataque cibernético y agregó: «francamente, la amenaza número 1 experimentada hasta la fecha por la red eléctrica de los EE.UU. son las ardillas».
Existen preocupaciones similares en Alemania, donde en 2005, una «ardilla cibernética» paralizó toda la red eléctrica al sur del río Elster durante una hora. Esta ardilla fue descrita como «un terrorista suicida peludo» ("pelzige[r] Selbstmordattentäter").
Las ardillas han sido la causa de muchos cortes de energía en Pensilvania. Cris Thomas ha dicho que a enero de 2017, en los Estados Unidos ha habido seis muertes asociadas con la interferencia de ardillas en la infraestructura pública, como líneas eléctricas caídas (y dos con otros animales).
Un comentarista criticó a la prensa del Reino Unido por lo que vio como un énfasis en «la lucha étnica entre las poblaciones británicas de ardillas rojas y grises, y la demonización de este último (como inmigrantes y terroristas) y amenazó con la erradicación». En al menos una circunstancia, un ataque físico de una ardilla se ha caracterizado como una «ardilla terrorista».